# Université Palacký
L'université Palacký d'Olomouc (en tchèque : Univerzita Palackého, en latin (nom officiel) : Universitas Palackiana Olomucencis) est la plus ancienne université de Moravie et la seconde plus ancienne université de Tchéquie derrière l'université Charles de Prague.

## Historique
Elle est créée le 22 décembre 1573 d'un décret qui autorise la Compagnie de Jésus à ouvrir un établissement d'enseignement supérieur à Olomouc. La guerre de Trente Ans interrompt, entre 1618 et 1621, les activités éducatives. En 1778, l'université est transférée vers Brno mais en 1782, Joseph II d'Autriche ordonne dans un décret, son rapatriement vers Olomouc mais la dégrade par la même occasion au rang de simple lycée d'un cursus de trois ans. Selon ce décret, seules Prague, Vienne et Lemberg (Lviv) peuvent bénéficier d'une université. En 1827, elle acquiert de nouveau le statut d'université et est renommée Université franciscaine (Františkova univerzita) en l'honneur de l'empereur François Ier d'Autriche. L'université est, en 1860, supprimée par décret de l'empereur François-Joseph Ier d'Autriche. Elle renaît en 1946, sous le nom d'Université Palacký en l'honneur de l'historien et grammairien tchèque František Palacký.
En 1959, l'Église rouge, construite en 1901-1902 par l'architecte allemand Max Löwe pour la congrégation protestante de langue allemande, est désaffectée et  cédée à la bibliothèque de l'université pour abriter ses archives.